# Liste der Naturdenkmale in Wittenberge
Die Liste der Naturdenkmale in Wittenberge nennt die Naturdenkmale in Wittenberge im Landkreis Prignitz in Brandenburg.
In den Spalten befinden sich folgende Informationen:
- Nr.: Identifizierungsnummer nach veröffentlichter Liste. Sie wird von der unteren Naturschutzbehörde des Landkreises oder der kreisfreien Stadt vergeben. Wenn sie bekannt ist, wird sie angegeben. In dieser Spalte kann sich zusätzlich das Wort Wikidata befinden, der entsprechende Link führt zu Angaben zu diesem Naturdenkmal bei Wikidata.
- Bezeichnung: Benennung des Naturdenkmals, in der Regel wird bei Bäume die Baumart genannt. Bekannte Eigennamen werden mit angegeben.
- Gemarkung: Ort oder Gemarkung, in der sich das Naturdenkmal befindet
- Lage: Nennt die Lage des Naturdenkmals im jeweiligen Ortsteil und die geografischen Koordinaten des Naturdenkmals. Link zu einem Kartenansichtstool, um Koordinaten zu setzen. In der Kartenansicht sind Naturdenkmale ohne Koordinaten mit einem roten beziehungsweise orangen Marker dargestellt und können in der Karte gesetzt werden. Denkmale ohne Bild sind mit einem blauen bzw. roten Marker gekennzeichnet, Denkmale mit Bild mit einem grünen beziehungsweise orangen Marker.
- Beschreibung: die Beschreibung des Naturdenkmales
- Schutzzweck: Erläutert den Grund der Unterschutzstellung
- Bild: Zeigt ein Bild des Naturdenkmales und gegebenenfalls ein Link zu weiteren Fotos im Medienarchiv Wikimedia Commons

## Wittenberge
| Bild                                    | Bezeichnung                                | Lage | Beschreibung | Schutzzweck                                                                              | Nummer |
| --------------------------------------- | ------------------------------------------ | --- | ------------ | ---------------------------------------------------------------------------------------- | ------ |
| Fotos hochladen                         | Buche (Fagus silvatica „Purpurea Pendula“) | Wittenberge, Elmshorner Platz, östlicher Teil; Flur 5, Flurstück 819 (52° 59′ 53,6″ N, 11° 45′ 4,3″ O)                                |              | Erhaltung und Pflege einer bemerkenswert schönen Buche mit besonderer Wuchsform          | 1      |
| BW                                      | Flügelnuss (Pterocarya fraxinifolia)       | Wittenberge, Elmshorner Platz, südlicher Teil; Flur 5, Flurstück 819 (52° 59′ 51,8″ N, 11° 45′ 4,2″ O)                                |              | Erhaltung und Pflege eines seltenen, den Platz prägenden Baumes                          | 2      |
| Direkt Bild zu diesem Denkmal hochladen | Eiche (Quercus robur)                      | Wittenberge, Anhöhe des Stadtparkes, nördlich der Ernst-Thälmann-Straße; Flur 5, Flurstück 751/7 ()                                   |              | Erhaltung und Pflege einer den Standort prägenden schönen Eiche                          | 3      |
| BW                                      | 2 Platanen (Platanus Hybrida)              | Wittenberge, beiderseits der Auffahrt zum Grundstück Perleberger Straße 31; Flur 5, Flurstück 773/3 (52° 59′ 59,5″ N, 11° 45′ 17″ O)  |              | Erhaltung und Pflege von besonders schönen Bäumen mit straßengestaltender Wirkung        | 4      |
| BW                                      | Eiche (Quercus robur)                      | Wittenberge, Weinberg, zwischen Lenzener und Wahrenberger Straße; Flur 15, Flurstück 195/2 (52° 59′ 41,1″ N, 11° 44′ 59,3″ O)         |              | Erhaltung und Pflege einer alten Eiche aufgrund ihrer Schönheit                          | 5      |
| BW                                      | Eiche (Quercus robur)                      | Wittenberge, Gasse zwischen Bahnstraße und Hinter den Planken; Flur 16, Flurstück 85 (52° 59′ 33,6″ N, 11° 45′ 6,6″ O)                |              | Erhaltung und Pflege einer eindrucksvollen alten Eiche                                   | 6      |
| Direkt Bild zu diesem Denkmal hochladen | Buche (Fagus silvatica)                    | Wittenberge, Kuhberg, nördlicher Rand des Gewerbegebietes II/III Wittenberge; Flur 4, Flurstück 24/33 ()                              |              | Erhaltung und Pflege einer landschaftsprägenden Gehölzgruppe mit sehr seltener Anordnung | 7      |
| Direkt Bild zu diesem Denkmal hochladen | Eiche (Quercus robur)                      | Garsedow, nördlich der Straße Garsedow-Lütjenheide, 250 m östlich; Flur 1, Flurstück 29 ()                                            |              | Erhaltung und Pflege eines alten, schönen und das Landschaftsbild bestimmenden Baumes    | 8      |
| BW                                      | 4 Eichen (Quercus robur)                   | Lütjenheide, südlich der Straße Garsedow-Lütjenheide, 250 m westlich Garsedow; Flur 1, Flurstück 1 (52° 58′ 32,9″ N, 11° 47′ 38,9″ O) |              | Erhaltung und Pflege von alten, besonders stattlichen und standortprägenden Bäumen       | 9      |
| Direkt Bild zu diesem Denkmal hochladen | Eiche (Quercus robur)                      | Hinzdorf, nördlicher Rand des Brackes zwischen Hinzdorf und Scharleuk; Flur 2, Flurstück 53 ()                                        |              | Erhaltung und Pflege des besonders schönen, landschaftsbildprägenden Baumes              | 10     |